# Stephen Kotkin
Pour les articles homonymes, voir Kotkin.
Stephen Mark Kotkin (né le 17 février 1959 à Englewood, dans le New Jersey) est un historien et un universitaire américain.
Professeur d'histoire et directeur du programme des études russes à l'université de Princeton, il est spécialisé dans l'histoire de l'Union soviétique et est proche de « l'école totalitaire ». Plus récemment, il a entamé des travaux plus généraux sur l'Eurasie.

## Biographie
Stephen Kotkin obtient son premier diplôme à l'université de Rochester en 1981. Il étudie l'histoire sous la direction de Reginald Zelnik et de Martin Malia à l'université de Californie à Berkeley. Il y est influencé par les idées de Michel Foucault. C'est là qu'il soutient son doctorat en 1988.
Son ouvrage le plus connu est Magnetic Mountain: Stalinism as a Civilization, où il décrit l'édification sous Staline et les réalités de la vie quotidienne de la ville de Magnitogorsk dans les années 1930. Il publie en 2003 Armagedon Averted, un essai où il analyse la chute de l'URSS.
Il travaille à une histoire millénaire de la Sibérie en se centrant sur la vallée de l'Ob.
Stephen Kotkin écrit souvent, dans la presse populaire américaine, à propos des problématiques russes et eurasiennes notamment dans The New Republic.
Il participe à la réunion du Groupe Bilderberg de 2017.

## Publications
- Behind the Urals: An American Worker in Russia's City of Steel (editor, author of preface), Indiana University Press, 1989.
- Steeltown, USSR: Soviet Society in the Gorbachev Era, University of California Press, 1992.
- Magnetic Mountain: Stalinism as a Civilization, University of California Press, 1995.
- Rediscovering Russia in Asia: Siberia and the Russian Far East, M. E. Sharpe, 1995.
- Mongolia in the 20th Century: Landlocked Cosmopolitan (editor), M. E. Sharpe, 2000.
- Political Corruption in Transition: A Sceptic's Handbook Central European University Press, 2002.
- Worlds Together, Worlds Apart: A History of the Modern World (1300 to the Present) (coauteur), W. W. Norton & Company, 2002.
- Armageddon Averted: The Soviet Collapse, 1970-2000, Oxford University Press, 2003.
- The Cultural Gradient: The Transmission of Ideas in Europe, 1789-1991 (coauteur), Rowman & Littlef
- Stalin, vol. I, Paradoxes of Power, 1878-1928, Penguin Press, 2014.

## Crédit d'auteurs
- (en) Cet article est partiellement ou en totalité issu de l’article de Wikipédia en anglais intitulé « Stephen Kotkin » (voir la liste des auteurs).